# Myrtle Point (Oregon)
Myrtle Point è una città situata nella Contea di Coos, Oregon, Stati Uniti d'America. Secondo il censimento del 2010 la popolazione era di 2.514 abitanti.

## Geografia fisica
Secondo lo United States Census Bureau, la città ha un'area totale di 1,62 miglia quadre (4,20 km²), di cui 1,61 miglia quadre (4,17 km²) di terra e 0,01 miglia quadre (0,03 km²) di acqua.
Myrtle Point si trova a circa 15 miglia (24 km) dall'Oceano Pacifico nel sud-ovest dell'Oregon. La Oregon Route 42, che corre generalmente a est-ovest da vicino a Roseburg a vicino Coos Bay, passa attraverso Myrtle Point. Il South Fork Coquille River riceve il bivio est del Coquille River appena a sud della città, e il flusso combinato riceve il North Fork Coquille River appena a nord di Myrtle Point.
La città è a  131 piedi (40 m) sopra il livello del mare. Il clima della valle interna è generalmente mite e spesso umido.

## Storia
Il 14 agosto 1986 la città è stata teatro della misteriosa scomparsa dell'adolescente Jeremy Bright, scomparso in circostanze misteriose mentre partecipava alla Fiera della Contea di Coos. Nonostante la polizia abbia indagato a lungo il ragazzo non è mai stato ritrovato e risulta tuttora disperso.

## Società

### Evoluzione demografica

#### Censimento 2010
Secondo il censimento del 2010, c'erano 2.514 persone, 1.027 famiglie e 677 famiglie che vivevano in città. La densità di popolazione era di 1 561,5 abitanti per miglio quadro (602,9/km²). C'erano 1.129 unità abitative con una densità media di 701,2 per miglio quadro (270,7/km²). La componente razziale della città era l'89,9% di bianchi, lo 0,4% di afroamericani, il 3,5% di nativi americani, lo 0,2% di asiatici, lo 0,1% di isole del Pacifico, l'1,1% di altre razze e il 4,9% di due o più razze. Ispanici o latini di qualsiasi razza erano il 4,6% della popolazione.
C'erano 1.027 famiglie di cui il 30,8% aveva figli di età inferiore ai 18 anni che vivevano con loro, il 47,5% erano coppie sposate che vivevano insieme, il 13,3% aveva una donna di famiglia senza marito presente, il 5,1% aveva un maschio di famiglia senza moglie presente, e Il 34,1% era costituito da non famiglie. Il 27,0% di tutte le famiglie era composto da individui e il 13,4% aveva qualcuno che viveva da solo di età pari o superiore a 65 anni. La dimensione media della famiglia era 2,41 e la dimensione media della famiglia era 2,89.
L'età media in città era di 44,9 anni. Il 23% dei residenti aveva meno di 18 anni; Il 6,6% aveva un'età compresa tra 18 e 24 anni; Il 20,3% era da 25 a 44; Il 28,2% era da 45 a 64; e il 21,8% aveva 65 anni o più. La composizione di genere della città era del 48,2% di uomini e del 51,8% di donne.

## Cultura
La Fiera della Contea di Coos si tiene ogni anno a Myrtle Point, vicino al campus della Myrtle Point High School. C'è un Logging Museum a Myrtle Point. Ha circa una dozzina di scene splendidamente scolpite su lastre 3 x 5 di Myrtlewood. All'esterno ha un logger alto 20 piedi per pubblicizzare il museo. L'edificio è rotondo con un'acustica insolita, costruita come chiesa dei Santi degli Ultimi Giorni agli inizi del 1900. Ha quaderni pieni di molte pagine di ogni uomo ucciso in incidenti stradali nella Contea di Coos. Vale la pena visitarlo ed è aperto tutti i giorni nei mesi estivi.

## Infrastrutture e trasporti
- Pacific Power - Electric
- ComSpan Communications - Fiber television, Internet and phone service
- Charter Communications - Cable television, high speed Internet and digital phone service
- City of Myrtle Point - Water and sewer